# Georg Pierson
Henry Georg Pierson, amtlicher Name: Henry Hugo Sancroft Pierson (* 1851 in Hamburg; † 16. Februar 1902 in Berlin) war ein deutscher Theaterintendant.

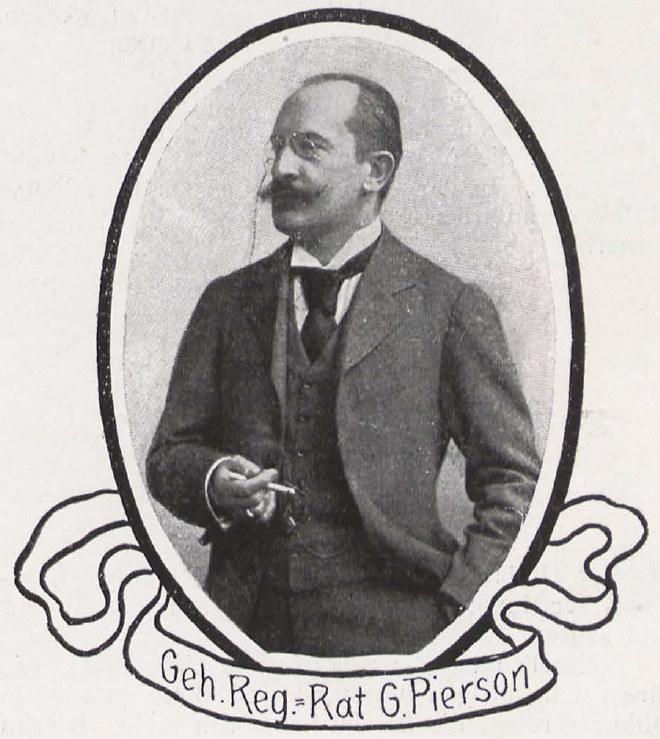
Georg Pierson, 1902

## Leben
Georg Pierson, Sohn des Komponisten Henry Hugo Pierson und dessen Frau Karoline, geb. Leonhardt, zeigte schon frühzeitig besondere Neigungen für Theater und Musik.
Nach dem Schulbesuch in Hamburg machte er zunächst eine Ausbildung zum Buchhändler. Nach der Lehre erhielt Pierson Anstellungen als Buchhändler in Stuttgart und Dresden. Zusammen mit seinem älteren Bruder Edgar Mansfield Pierson gründete Henry den Verlag E. Pierson in Dresden, den sein Bruder aber schließlich allein erfolgreich weiter führte.
Des Weiteren machte Pierson durch seine Teilnahme am Schlesischen Musikfest die Bekanntschaft mit dem Generalintendanten Graf von Hochberg. Hochberg vermittelte dem Musik- und Theaterinteressierten die Stelle eines Sekretärs am Königlichen Schauspielhaus in Berlin. Hier widmete sich Pierson intensiv der Ausgestaltung und Vertiefung des Spielplans und hatte damit Erfolg, was schließlich vom Königshof gewürdigt wurde: Der frühere Buchhändler wurde 1896 zum Direktor der Generalintendantur der königlichen Schauspiele berufen und erhielt nach kurzer Zeit den Titel Geheimer Regierungsrat. Doch nicht nur Lob gab es für die Arbeit, auch kleinlicher Tadel und hämische Angriffe blieben nicht aus.
In Dresden hatte Pierson die Opernsängerin Bertha Brethol (1860–1943) kennengelernt, die zuvor Triumphe an allen führenden Opernhäusern der Welt feiern konnte, auch an der Dresdner Hofoper glänzte sie; im Jahr 1882 heirateten beide. Bertha erhielt 1888 ein Engagement an die Hofoper Berlin und konnte damit ihrem Ehemann in die preußische Hauptstadt folgen. Auf seinen Wunsch gab sie hier aber ihre Sängerkarriere zugunsten des Familienlebens auf. Das Paar lebte in der Potsdamer Straße 121H (heute Bissingzeile 21).
Die ambivalenten Forderungen an einen Intendanten – einerseits die Wahrnehmung der Verantwortung für das Gedeihen der Königlichen Hofbühne in Berlin, insbesondere zur Förderung und Hebung der Kenntnisnahme und Verbreitung der „neuzeitlichen“ Literatur und Musik unter absoluter Beachtung der Kaiserlichen Ideen sowie andererseits das Verhindern von Aufführungen, die gegen den Geschmack des Herrschers hätten wirken oder verstanden werden können – vereinte Henry Pierson in seiner Tätigkeit wirkungsvoll. Beispielsweise hatte Pierson über die Neuaufnahme von Vorstellungen zu entscheiden wie die Oper Der Wald von Ethel Smyth.
In einem Nachruf auf den frühen Tod des Theaterdirektors in der Zeitschrift Berliner Leben aus dem Jahr 1902 heißt es: „In der Geschichte unserer königlichen Bühnen prangt der Name Pierson in unverwischbaren Lettern.“

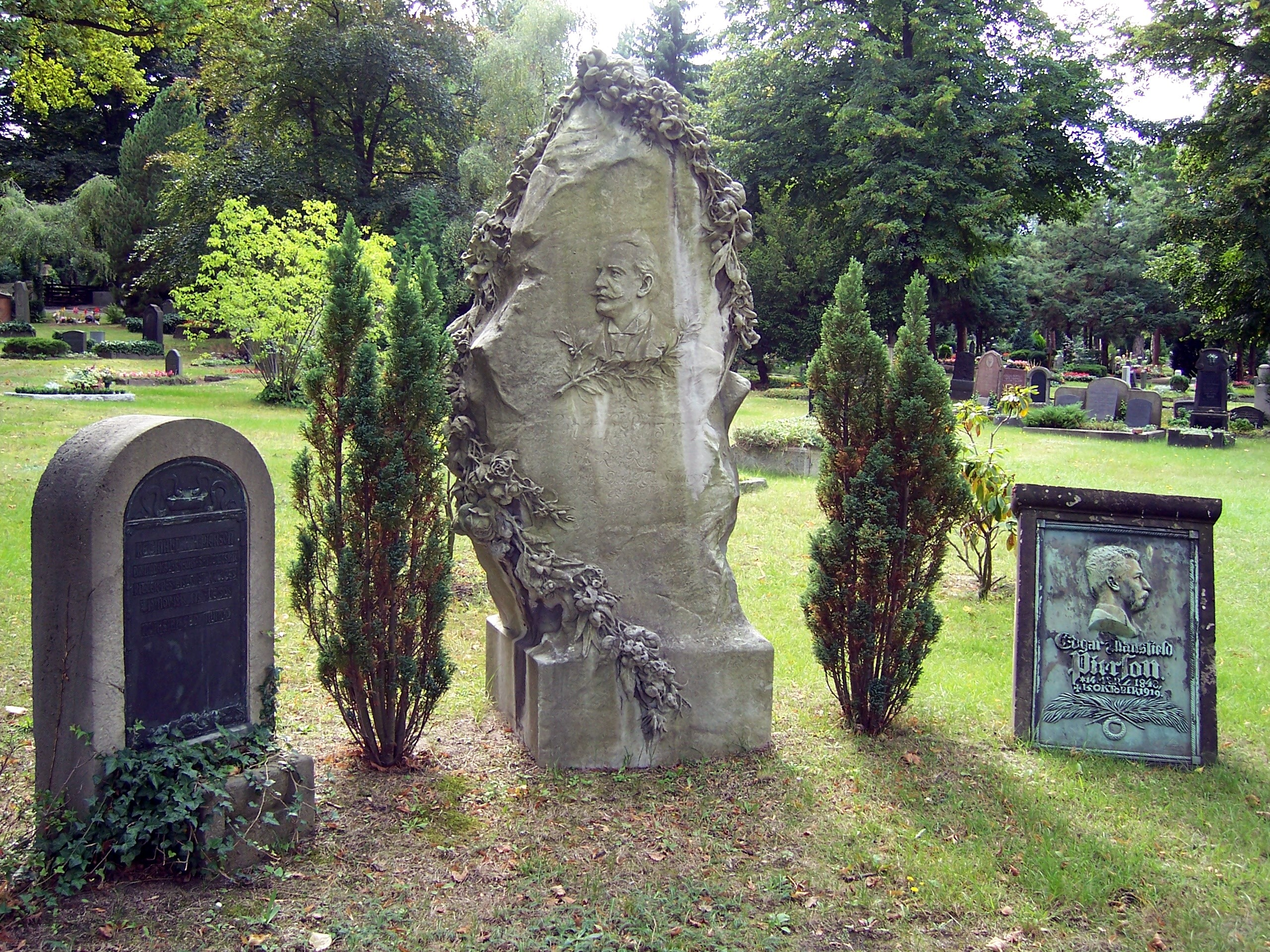
Grabstelle

Pierson wurde auf dem Trinitatisfriedhof in Dresden beigesetzt. Seine Grabstelle zusammen mit seinen beiden Brüdern ist erhalten.
Seine Witwe zog an den Hohenzollerndamm 204 in Wilmersdorf. Aufgrund ihrer Herkunft wurde die Protestantin Bertha von den Nationalsozialisten gezwungen den Zwangsnamen „Sara“ anzunehmen. 1943 nahm sie sich in ihrer Wohnung durch Schlafmittelvergiftung das Leben.